# I Толедський собор
Перший Толедський собор (лат. Concilium Toletanum I) був проведений у м. Толедо (Іспанія) у період між 7 вересня 397 року і 400 роком.

## Опис
Собор був присвячений засудженню присцилліанства. У ньому брали участь 18 латинських єпископів, у тому числі Лампій, єпископ Барселони. Багато присцилліанців були повторно прийняті в християнство нікейського штибу, включаючи єпископа Диктинія. Собор також реформував духовенство і ухвалив двадцять канонів.
Наступний собор у Толедо збереться аж через 47 років.

## Прийняті канони
Наступний текст взятий з англійського перекладу канонів Першого Толедського собору, зробленого Карлом-Йозефом Гефеле, які знаходяться у відкритому доступі:
1. Ті диякони або священики, які до того, як лузитанські єпископи опублікували закон про безшлюбність, вступали в статевий зв'язок зі своїми дружинами, не повинні просуватися на більш високі посади.
2. Той, хто кається, не може бути прийнятий серед духовенства.
3. Читець (лектор), який одружився з вдовою, може в кращому разі стати тільки іподияконом.
4. Іподиякон, який після смерті дружини одружується вдруге, повинен бути зведений до посади стіарія або читця і не може читати послання та Євангеліє. Якщо ж він одружується втретє (quod nec dicendum aut audiendum est), то повинен відбути епітимію протягом двох років, і навіть тоді, примирившись, може спілкуватися лише з мирянами.
5. Кожен священнослужитель має щодня відвідувати богослужіння.
6. Діва, котра посвятилася Богу, не повинна вступати в спілкування з чоловіками, з якими вона не має близької спорідненості, особливо з читцем або сповідником.[a]
7. Якщо дружина клірика згрішить, то чоловік її нехай тримає в ув'язненні і покладає на неї пости тощо.
8. Ті, хто служив на війні, можуть стати кліриками, але не можуть бути висвячені у диякони.
9. Діва, котра посвятилася Богу або вдова, не можуть, за відсутності єпископа, співати антифони вдома у супроводі своїх слуг або духівника[b].[b] Люцернаріум (вечірня) також не може проводитись без єпископа, священика чи диякона[c].[с]
10. Священнослужителі, які не є повністю вільними, не можуть бути висвячені без згоди своїх покровителів.
11. Якщо сильна людина пограбує клірика, ченця чи бідняка і відмовиться відповідати за це перед єпископом, листи мають бути негайно адресовані всім єпископам провінції; і будь-які інші, які будь-яким чином доступні, так що дана особа може скрізь розглядатися як відлучений, поки вона не здасть і не поверне вкрадене майно[d].[d]
12. Клірик не може залишити свого єпископа, щоби піти на службу до іншого.
13. Тих, хто ніколи не причащається в церкві, буде виключено.
14. Ті, хто не споживає Євхаристію, Яку вони отримали від священика, повинні розглядатися як «блюзнірці».
15. Ніхто не може вступати у зносини (мати зв'язку чи справи) з відлученою від церкви особою.
16. Якщо діва, присвячена Богу, впадає (у статевий гріх), вона може бути повторно допущена до причастя лише після десятирічного покаяння. Таке ж покарання несе партнер із її вини. Але якщо така незаймана вийде заміж, вона може бути допущена до покаяння тільки при відмові від подружнього зв'язку зі своїм чоловіком.
17. Якщо християнин має віруючу дружину, а також наложницю, його не можна допускати до причастя; але якщо він не має дружини і тільки одна наложниця, він може бути допущений. [е]
18. Якщо вдова єпископа, священика чи диякона вийде заміж вдруге, вона буде виключена з Церкви і може причащатися хіба лише на смертному одрі.
19. Якщо дочка єпископа, священика чи диякона, яка присвятила себе Богові, згрішить і вийде заміж, то її батьки не можуть більше мати з нею жодних зносин, а сама вона буде відлучена від церкви і може отримати лише причастя на смертному одрі.
20. Тільки єпископ, а не священик, може освячувати миро (і він може робити це будь-якого дня); але перед Великоднем диякони чи іподиякони повинні забрати від нього миро[7].[7]